# ووكر هاينز (محامي)
ووكر هاينز (بالإنجليزية: Walker Hines)‏ هو محامي أمريكي، ولد في 2 فبراير 1870 في روسلفيل في الولايات المتحدة، وتوفي في 14 يناير 1934 في ميرانو في إيطاليا بسبب سكتة.